# Moros y Cristianos de Elda

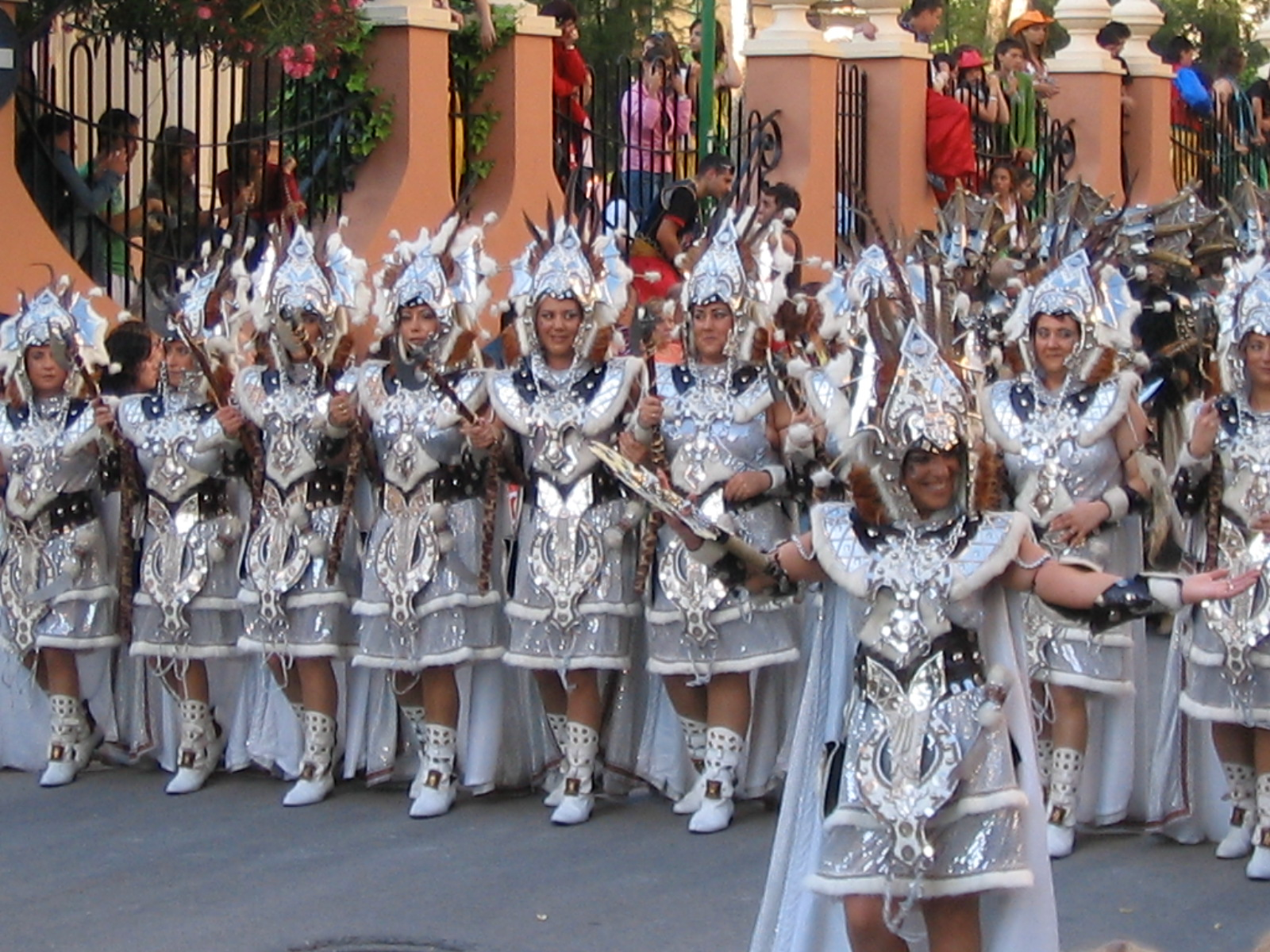
Escuadra de la comparsa de cristianos. Año 2006.

Los Moros y Cristianos de Elda son una importante fiesta popular de la ciudad de Elda (Alicante), en España. Se celebran entre la última semana de mayo y primera semana de junio durante 5 días de manera anual. Declaradas de «interés turístico NACIONAL», conmemoran la festividad de San Antón, el patrón de las fiestas, cuya fecha oficial de conmemoración es en realidad el 17 de enero, cuando originalmente se celebraban las fiestas, pero que fue modificado en 1946 por evidentes motivos climáticos.

## Historia
Las fiestas de Moros y Cristianos,muy populares en el levante español, conmemoran la Reconquista de las tierras de la región por los cristianos, a sus antiguos ocupantes, los moriscos.
Las fiestas en Elda, como en otras localidades del entorno, se comenzaron a celebrar de forma oficiosa y popular hace varios siglos, pero a pesar de que la constancia más antigua que se tiene documentada de la celebración de las mismas data del año 1754, ésta se vio interrumpida durante fechas indefinidas y no fue reanudada hasta 1944, primer año en el que se organiza de forma oficial con la actual estructura formalizada de actos oficiales y comparsas establecidas, y de manera muy similar a las fiestas homónimas del pueblo vecino, Petrel, que desde 1822 tenía ya un reglamento y unas comparsas oficialmente establecidas. 
Durante estos primeros años de celebración, los eldenses acudían a las cercanas poblaciones de Petrel, y sobre todo, Villena, principales polos tradicionales de la fiesta de Moros y Cristianos en la zona, y exportaron de ambas costumbres y trajes. Por ello podemos observar tantas similitudes hoy en día en actos y vestimentas de las fiestas de las tres ciudades. De las actuales 9 comparsas de Elda, hasta 6 tienen su origen en comparsas villeneras.
Inicialmente las fiestas tenían lugar en el enero, celebrándose en honor de San Antón. Sin embargo, dos años más tarde, y por tener lugar el día del patrón en pleno invierno, las fiestas fueron trasladadas a la primavera. Desde entonces se vienen celebrando anualmente, en una fecha que se asigna cada año, y que oscila entre el último fin de semana de mayo, y el primero de junio.

## Fiesta

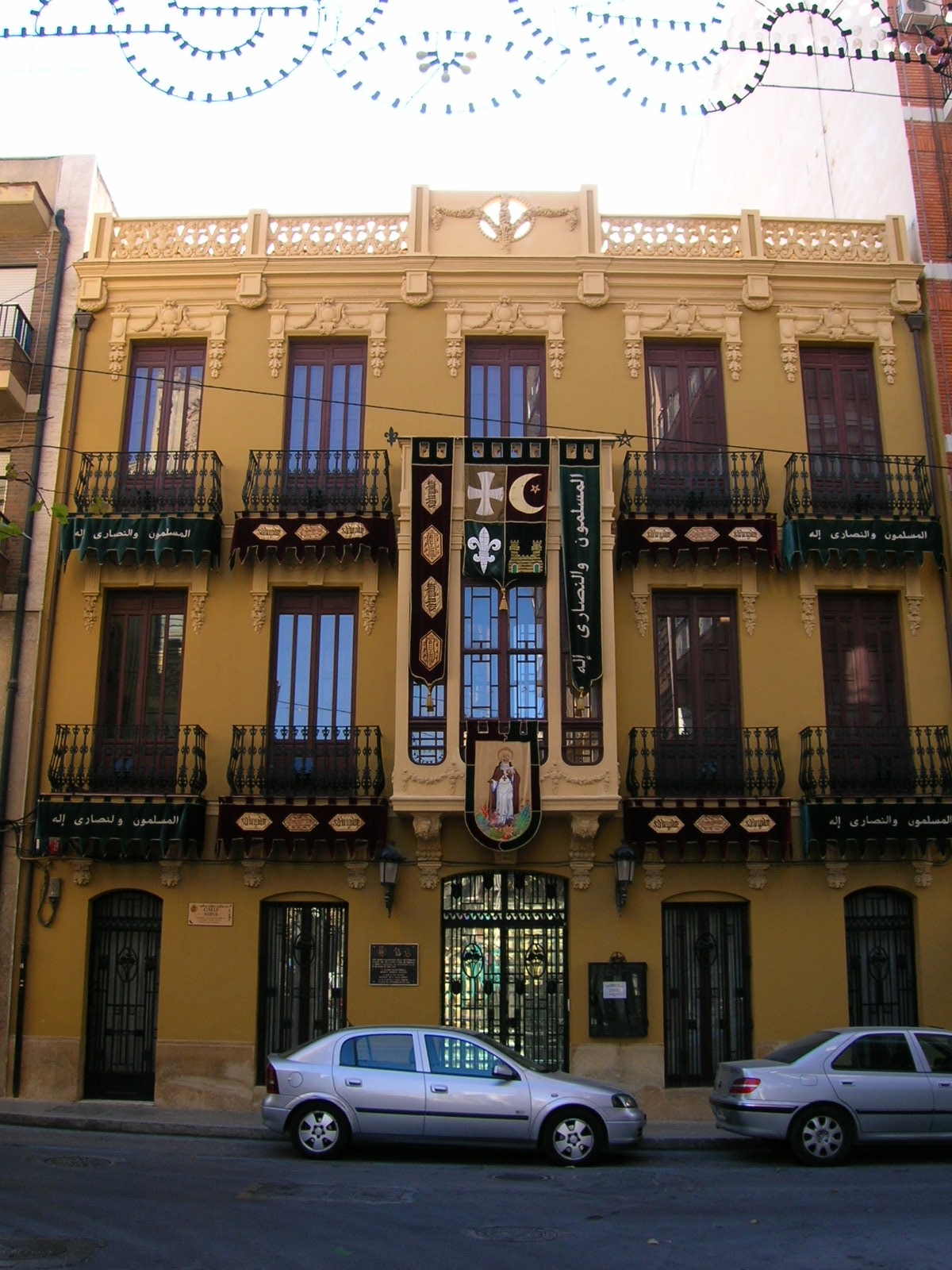
Sede de la Junta Central de Moros y Cristianos.

Las fiestas tienen una duración de 5 días, que siempre dan comienzo en jueves, y finalizan en lunes. No obstante se declaran abiertas con la pronunciación del pregón, la noche del miércoles.
La espectacularidad de los moros y cristianos de Elda se refleja en la cantidad de festeros que forman las comparsas, alguna con más de 1.000 integrantes, participando en los desfiles principales cerca de 7.000 personas. 
El desfile de comparsas a la ermita del santo con la imagen en procesión hasta Santa Ana es uno de los actos centrales de la programación festiva. La batalla de arcabucería y el asalto al castillo es esperado por los vecinos de la localidad alicantina, que asiste a las correspondientes entradas. Todos los festejos adquieren un colorido y espectacularidad dignos de contemplar.

## Actos Festeros

### Miércoles
- 23.00 Pregón desde el Castillo de Embajadas, en la Plaza de la Constitución.
- Al término de este, castillo de fuegos artificiales.

### Jueves
- 19.30 Entrada de Bandas desde la Plaza del Zapatero hasta la Plaza de la Constitución. Desfilan una banda por cada comparsa, y al término de la entrada se toca el pasodoble Idella, que es coreado por los miles de asistentes.
- 23.30 Retreta. Desfile en el que solo una parte de los festeros, vestidos de traje oficial, realizan un pasacalles de carácter festivo, alegre e informal.

### Viernes
- 11.30 Traslado del Santo San Antón, desde su ermita hasta la Iglesia de Santa Ana.
- 19.00 Desfile Infantil, donde desfilan solo los niños de ambos bandos.
- 24.00 Embajá de la Calle del Marqués. Acto extraoficial pero muy popular, de carácter humorístico.

### Sábado
- 10.00 Alardo de arcabucería de ambos bandos por calles de la ciudad.
- 11.30 Estafeta y Embajada Mora. Tras la lucha se produce la conquista mora del castillo.
- 18.00 Entrada Cristiana, con la participación de todos los festeros de las 9 comparsas, abriendo el desfile el bando cristiano.

### Domingo
- 8.00 Diana. Desfile en el que festeros de traje oficial, acompañados de bandas de música, con el objetivo de "despertar" y llamar a los actos festeros.
- 11.30 Ofrenda de Flores en la puerta de la Iglesia de Santa Ana.
- 12.30 Misa Mayor presidida por San Antón, también en la Iglesia de Santa Ana.
- 18.00 Entrada Mora, con la participación de todos los festeros, abriendo el desfile el bando moro.

### Lunes
- 10.00 Alardo de arcabucería de ambos bandos por calles de la ciudad.
- 11.30 Estafeta y Embajada Cristiana. Tras la batalla, reconquista del castillo por los cristianos.
- 18.30 Procesión de San Antón. A su fin, traslado del santo de vuelta a su ermita, y disparo de fuegos artificiales como cierre de las fiestas.

## Comparsas
Actualmente en Elda existen 9 comparsas, divididas en dos bandos, y cada comparsa tiene unos cargos festeros que se renuevan todos los años, compuestos por capitán, abanderada y capitán y abanderada infantil.
Bando Moro:
- Realistas:
- Musulmanes:
- Marroquíes
- Huestes del Cadí

Bando Cristiano:
- Cristianos
- Piratas
- Estudiantes
- Contrabandistas
- Zíngaros

Comparsas desaparecidas:
- Marineros (1959)
- Navarros (1963)
- Caballeros del Cid (1980)

## Curiosidades
- La festividad de San Antón, al ser en enero, también se celebra y es llamada la Media Fiesta, con sólo 2 días de fiesta y desfiles especiales.

- La comparsa de Piratas se inició en el bando moro pero años más tarde se consideró una comparsa cristiana.

- A diferencia de otras localidades, que tienen una celebración más clásica, en los Moros y Cristianos de Elda tienen gran protagonismo los niños y las mujeres. Asimismo, las escuadran son mixtas y pueden desfilar juntos hombres con mujeres.